# Kretschmers langsnavelzanger
Kretschmers langsnavelzanger (Macrosphenus kretschmeri) is een zangvogel uit de familie Macrosphenidae. Deze vogel is genoemd naar de Duitse verzamelaar Eugen Franz Kretschmer (1868-1894).

## Verspreiding en leefgebied
Deze soort komt voor in oostelijk Afrika en telt twee ondersoorten:
- M. k. kretschmeri: noordoostelijk en het oostelijk-centraal Tanzania.
- M. k. griseiceps: zuidoostelijk Tanzania en noordelijk Mozambique.

## Status
De grootte van de populatie is niet gekwantificeerd maar de soort wordt omschreven als schaars tot algemeen. Op de Rode lijst van de IUCN heeft deze soort de status niet bedreigd.